# Sonate pour cor anglais et piano de Hindemith
La Sonate pour cor anglais et piano est une œuvre de Paul Hindemith composée en 1941.

## Présentation
La Sonate pour cor anglais et piano est composée aux États-Unis, où Hindemith a émigré, en 1941,. C'est une des rares partitions de la maturité du compositeur à ne pas respecter l'unité tonale, l’œuvre oscillant entre ut dièse majeur et fa majeur.
La sonate est créée à New York le 23 novembre 1941 par Louis Speyer au cor anglais et Jesús Maria Sanromá au piano.
La partition est publiée à partir de 1942 par Schott.

## Structure et analyse
La Sonate, d'une durée moyenne d'exécution de onze minutes environ, possède une structure particulière en un seul mouvement mais divisé en six sections distinctes, avec une introduction lente dans le caractère d'une marche funèbre, puis une organisation concentrique A-B-C-B-A. Au centre (C), une section scherzo à 
 ; les parties extrêmes (A) sont à 
 et en fa majeur tandis que les intermédiaires (B) sont à 
 et en ut dièse. Au niveau thématique, les six parties constituent une alternance de variations sur deux thèmes, construction qui rappelle selon Colin Mason les Variations pour piano en fa mineur de Haydn. Les six sections sont :
1. Langsam ;
2. Allegro pesante ;
3. Moderato ;
4. Scherzo, schnell ;
5. Moderato ;
6. Allegro pesante.

Côté caractère, l’œuvre fait alterner « la mélancolie timide et l'allégresse bondissante, le vague à l'âme passionné et une gaieté quelque peu anguleuse ».

## Discographie
- Hindemith : Complete Sonatas for Wind Instruments and Piano, Brilliant Classics, 2021, Maria Chiara Braccalenti (cor anglais) et Filippo Farinelli (piano)[4],[5].